# Kazimierz Rychlewski
Kazimierz Kasper Rychlewski (ur. 6 stycznia 1891 we Lwowie, zm. 28 stycznia 1975 w Londynie) – porucznik intendent Wojska Polskiego, działacz polityczny.

## Życiorys
Urodził się 6 stycznia 1891 we Lwowie, w rodzinie Adolfa.
Podczas I wojny światowej działał w Polskiej Organizacji Wojskowej na obszarze wiejskim w Rzęsnej Polskiej. U kresu wojny brał udział w obronie Lwowa; w połowie listopada 1918 wraz z kompanią z Rzęsny Polskiej przyłączył się do walczących Polaków w Odcinku Podzamcze pod dowództwem kpt. Waleriana Sikorskiego (w jego grupie był m.in. Zygmunt Giercuszkiewicz). Później uczestniczył w walkach o niepodległość Polski lat 1918–1920. Został oficerem Wojska Polskiego.
Po zakończeniu służby wojskowej udzielał się w życiu społecznym i politycznym. Przed 1939 był prezesem zarządu powiatowego Stronnictwa Narodowego we Lwowie. W listopadzie 1938 będąc w stanie spoczynku został odznaczony Srebrnym Krzyżem Zasługi „za całokształt zasług w służbie wojskowej”.
Po zakończeniu II wojny światowej pozostał na emigracji w Wielkiej Brytanii. 29 stycznia 1962 został naturalizowany w Wielkiej Brytanii. Był członkiem Komitetu Politycznego SN w Londynie. Został jednym z czterech londyńskich i nowojorskich sygnatariuszy Odezwy Komitetu Depiłsudskizacji, wydanej w 1968 (wraz z nim m.in. Jędrzej Giertych). Zmarł 28 stycznia 1975 w Londynie.